# Предупредительный удар (фильм, 1998)
«Предупредительный удар» (англ. Termination Man) — американский приключенческий фильм-боевик режиссёра Фреда Гэлло, вышедший на экраны в 1998 году. В главных ролях снимались Стив Рейлсбэк, Афина Мэсси, Александр Ильин и Джеймс Фарентино.
Съёмки фильма проходили в 1997 году на территории Украины, в том числе в Крыму, при участии студии Мосфильм и продюсера Роджера Кормана; американские актёры впоследствии жаловались на невыносимые условия работы — отсутствие воды и туалета на съёмочной площадке и небезопасную обстановку во время съёмок сцен со взрывами.

## Сюжет
Глава Объединённой Организации Безопасности (англ. Joint Security Organization) Кейн (Джеймс Фарентино) отправляет своего лучшего агента Дилана Поупа (Стив Рейлсбек) на Балканы с целью остановить сербских террористов, завладевших химическим оружием. Незадолго до этого сербы во главе со своим лидером по фамилии Юрдович (Александр Ильин) уничтожили отряд миротворцев НАТО в Боснии при помощи новейшего нервно-паралитического газа, а теперь угрожают всей Европе. Дилану вместе со своей новой напарницей Делайлой Шэйн (Афина Мэсси) предстоит остановить Юрдовича и выяснить, кто является создателем химоружия.

## В ролях
- Стив Рейлсбэк — Дилан Поуп
- Афина Мэсси — Делайла Шэйн
- Александр Ильин — Юрдович
- Джеймс Фарентино — Кейн
- Ирина Малышева — Наташа